# 5038 Overbeek
5038 Overbeek este o planetă minoră (asteroid), cu un diametru de 5 km, din Mars-crossing asteroid[*]. A fost descoperită pe 31 mai 1948 la Union Observatory⁠(d) de Ernest Leonard Johnson⁠(d) și a fost numită după Michiel Daniel Overbeek⁠(d). 
Obiectul prezintă o orbită caracterizată de o semiaxă mare de 345.753.000 km, o excentricitate de 0,28, o înclinație de 10,92611 ° în raport cu ecliptica.